# Дерматин

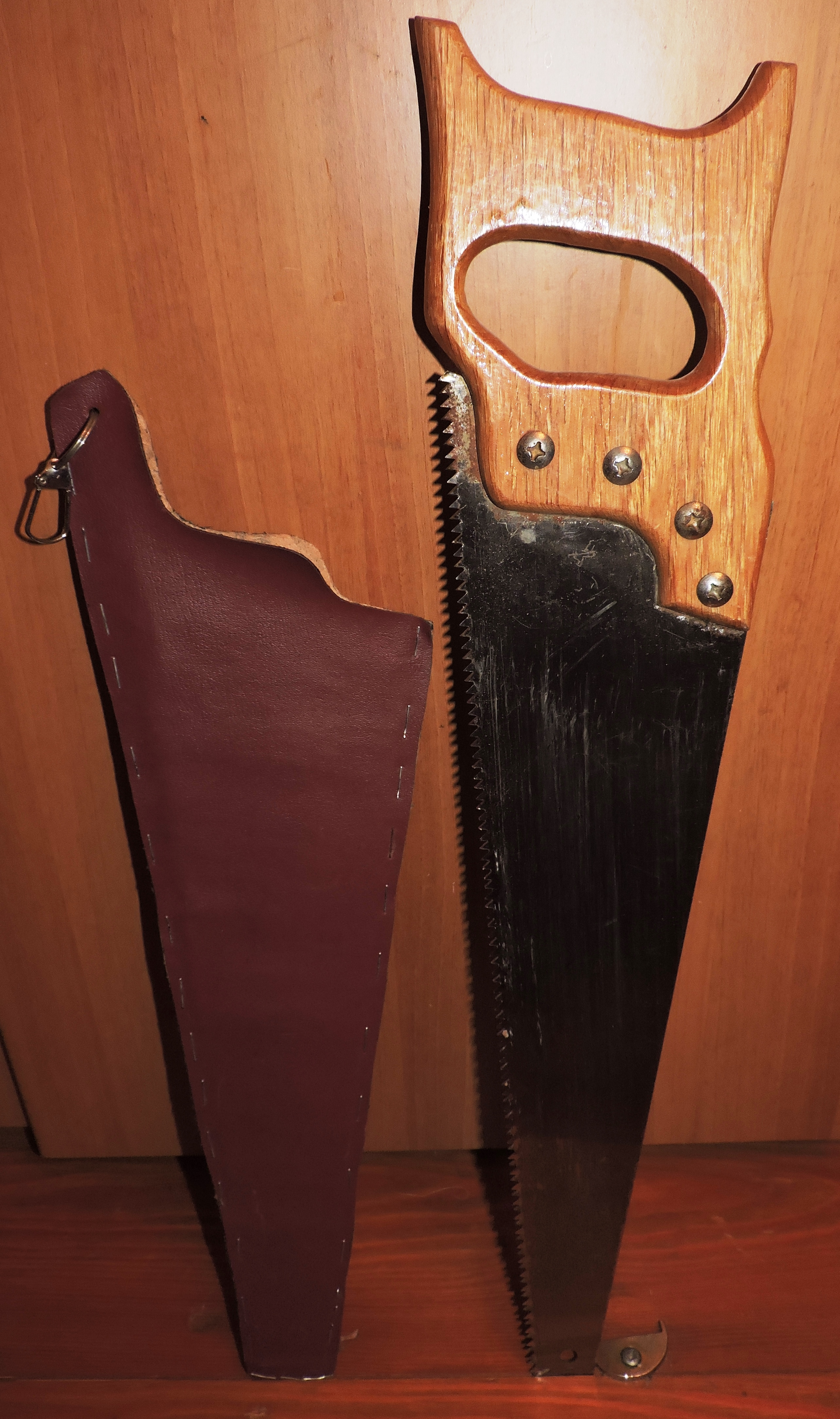
Футляр до ручної пилки, виготовлений з дерматину

Дерматин (від дав.-гр. δερμάτινος — шкіряний), гранітоль — сорт штучної шкіри, бавовняна тканина з нітроцелюлозним покриттям, нанесеним на одну або обидві сторони тканини. Широко застосовувався в СРСР з 1930-х років (згідно Великої радянської енциклопедії, промислове виробництво налагоджено з 1930 року) як шкірзамінник, дешевий оздоблювальний матеріал.
Дерматин застосовувався для оббивки меблів, робочих поверхонь столів, площин дверей, переплетення книг (в якості матеріалу для палітурок), галантерейних виробів, обтягування автомобільних салонів тощо.
Дерматин мав порівняно невисокі естетичні та  технічні властивості, зокрема — низька стійкість до стирання, і в 1950-х — 60-х роках був витіснений більш досконалими сортами штучної шкіри, наприклад — на основі полівінілхлориду або поліаміду. Однак завдяки колишньої поширеності цього матеріалу його назва стала до певної міри загальною для штучної шкіри взагалі і навіть ввійшла до фольклору — штучну шкіру, що видається за натуральну, можуть іронічно назвати «шкірою молодого дерматину».

## Цікаві факти
- В кінці XIX — початку XX століття  під словом «дерматин» розумівся один з мінералів. Однойменна стаття в Енциклопедичному словнику Брокгауза і Єфрона містить наступну інформацію: «Дерматин — мінерал, який близько стоїть до змійовика; бурого кольору або зеленого, з жирним блиском; зустрічається на змійовиках Вальдгейма в Саксонії; містить FeO».[2]
- Перші радянські металісти виготовляли самостійно типову для своєї субкультури атрибутику. Наприклад, для саморобних напульсників використовували дерматин, обдертий з дверей.[3]